# Lacuna abyssicola
Lacuna abyssicola là một loài ốc biển, là động vật thân mềm chân bụng sống ở biển trong họ Littorinidae.
This name là một nomen nudum 

## Phân bố
Loài này phân bố ở Biển Weddell, Antarctica.

## Miêu tả
Chiều dài tối đa của vỏ ốc được ghi nhận là 2.15 mm.

## Môi trường sống
Độ sâu tối thiểu được ghi nhận là 2579 m. Độ sâu tối đa được ghi nhận là 2579 m.